# Konoe
Konoe (japonsky 近衛, 天皇, 16. června 1139 ─ 22. srpna 1155) byl sedmdesátý šestý císař Japonska v souladu s tradičním pořadím posloupnosti. Vládl od 5. ledna 1142 do své smrti 22. srpna 1155.
Princ, jehož osobní jméno (imina) před nástupem na Chryzantémový trůn znělo Narihito (体仁親王) či Tošihito (敏仁), byl osmým synem císaře Toby a jeho manželky Nariko Fudžiwary (藤原得子, 1117─1160).

## Události za Konoeova života
Princ Narihito byl jmenován korunním princem krátce po svém narození v roce 1139 a císařem byl prohlášen již ve svých 3 letech.
Roku 1441 přijal bývalý císař Toba kněžské svěcení a v 39 letech se stal buddhistickým mnichem.
Dne 22. srpna 1155 se princův starší bratr, císař Sutoku, vzdal trůnu a následnictví (senso) přijal korunní princ Narihito, který prý také krátce nato usedl na Chryzantémový trůn (sokui).
V té době se stal regentem Tadamiči Fudžiwara (1097─1164). Klášterní císař Toba nadále řídil veškeré státní záležitosti, zatímco jeho nejstarší syn, bývalý císař Sutoku postrádal jakékoli pravomoci. Tento rozpor vyvolal během Konoeho vlády řadu sporů.
Roku 1143 trávil císař Konoe své dny modlitbami v buddhistickém chrámu Tódaidži ve městě Nara a rovněž v chrámech na hoře Hiei u města Kjóto.
V roce 1145 byla na obloze pozorována kometa, a proto byl změněn název éry z Ten'jó na Kjúan. Dne 10. září téhož roku zemřela matka císaře Sutokua známá jako Taiken-mon'in.
Roku 1148 zničil císařský palác velký požár.
V roce 1149 byl dokončen chrám Enšódži (延勝寺), poslední z takzvaných „Šesti vítězných chrámů“ Rokušódži (六勝寺). Tyto chrámy byly budovány na císařský příkaz v rámci plnění posvátného slibu (gogandži). Tuto tradici založil svým chrámem Hoššódži císař Širakawa.
Dne 4. ledna 1150 dosáhl císař Konoe ve věku 12 let plnoletosti, načež se 19. března oženil s dcerou ministra zleva (sadaidžin) Jorinagy Fudžiwary Taši či Tako (1140─1202), která se stala první císařovnou (kógó, 皇后).  Druhou císařovnou (čúgú, 中宮) se 22. června téhož roku stala adoptivní dcera regenta a císařova rádce Tadamičiho Fudžiwary Teiši či Šimeko (1131─1176).
Koncem roku 1150 rezignoval regent Tadamiči Fudžiwara (1097–1164) na svoji pozici a byl jmenován kancléřem (dadžó-daidžin). V tomtéž měsíci se Jošikane Minamoto stal hlavou rodu Ašikaga v provincii Šimocuke.
Počátkem roku 1151 získal ministr zleva či starší ministr (sadaidžin) Jorinaga Fudžiwara dodatečné pravomoci, jež mu umožňovaly číst formální písemné žádosti předtím, než měly být předloženy císaři. To patřilo mezi pravomoci spojené s úřadem regenta. Část dvořanů, jež dávala přednost Jorinagovi Fudžiwarovi, měla sklon Tadamičiho Fudžiwaru nesnášet. Tito dvořané se snažili použít veškeré dostupné prostředky, které mohly pomoci pozdvihnout Jorinagovu pozici. Sám Jorinaga Fudžiwara se však kvůli své vrtošivé povaze netěšil obecné oblíbenosti. Svoji taktiku a strategii pro zvýšení vlastní prestiže soustředil zejména na snižování Tadamičiho role u dvora.
Počátkem roku 1153 zemřel předseda trestního tribunálu Tadamori Taira (1096–1153) Jeho úřadu se záhy ujal Tadamoriho prvorozený syn Kijomori Taira (1118–1181).
V roce 1154 se mladší ministr či ministr zprava (udaidžin) Masasada Minamoto vzdal svého úřadu, aby se v 61 letech stal mnichem. Zemřel několik let nato.

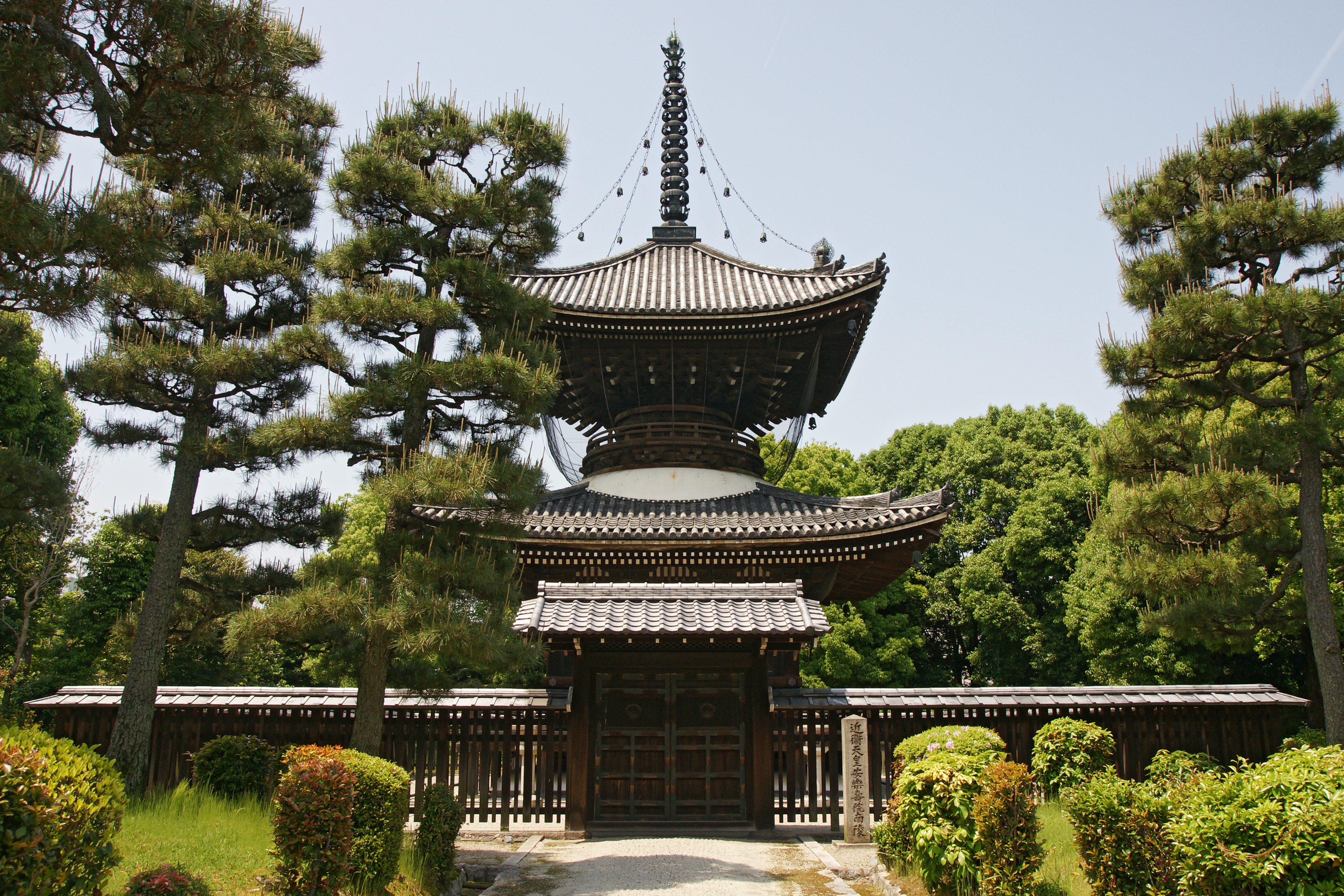
Mauzoleum císaře Konoeho

Dne 22. srpna 1155 zemřel ve 14 roce své vlády císař Konoe, aniž zanechal jakéhokoli dědice. Bylo mu jen 17 let. Přes spor o to, kdo by měl nastoupit na trůn jako panovník, který se poté rozhořel, určili tehdejší učenci, že následnictví (senso) patří mladšímu bratrovi zemřelého císaře, 4. synovi bývalého císaře Toby princi Masahitovi, pozdějšímu císaři Go-Širakawovi. Krátce nato také budoucí císař Go-Širakawa údajně usedl na Chryzantémový trůn (sokui).
Místo, kde byl císař pohřben, je známé. Je jím pagoda pokladu (pagoda Taho) v buddhistickém chrámu Anrakudžuin v kjótské čtvrti Fušimi-ku. Chrám nechal vybudovat císař Toba, který je zde na jiném místě rovněž pohřben. Úřad pro záležitosti japonského císařského dvora stanovil zdejší pagodu pokladu jako mauzoleum císaře Konoeho.

## Rodina
Císařský princ Narihito neboli císař Konoe měl 2 manželky, s nimiž nezplodil žádného potomka.